# Candelaria, Villa Corzo
Candelaria är en ort i Mexiko.   Den ligger i kommunen Villa Corzo och delstaten Chiapas, i den sydöstra delen av landet, 700 km sydost om huvudstaden Mexico City. Candelaria ligger 618 meter över havet och antalet invånare är 108.
Terrängen runt Candelaria är kuperad åt sydväst, men åt nordost är den platt. Runt Candelaria är det ganska glesbefolkat, med 24 invånare per kvadratkilometer. Närmaste större samhälle är San Pedro Buenavista, 5,8 km sydväst om Candelaria. I omgivningarna runt Candelaria växer huvudsakligen savannskog.